# فرد جاي كريستنسن
فرد جاي كريستنسن (بالإنجليزية: Fred J. Christensen) هو ضابط أمريكي، ولد في 17 أكتوبر 1921 في وترتاون في الولايات المتحدة، وتوفي في 4 أبريل 2006 في نورثبرو في المملكة المتحدة بسبب السكري.